# Lý phu nhân (Hán Vũ Đế)
Hiếu Vũ Lý hoàng hậu (chữ Hán: 孝武李皇后), thường gọi Lý phu nhân (李夫人), là một phi tần rất được sủng ái của Hán Vũ Đế Lưu Triệt nhà Tây Hán.
Bà nổi tiếng ca hát giỏi, lại mỹ mạo xinh đẹp, trong số những phi tần của Hán Vũ Đế, bà đặc biệt được khẳng định là cực kỳ sủng ái. Bên cạnh đó, bà cũng là vị phi tần duy nhất tuy chưa từng làm Hoàng hậu, cũng không sinh ra Hoàng đế kế vị nhưng vẫn được truy phong thụy hiệu Hoàng hậu trong lịch sử nhà Hán.

## Tiểu sử
Theo Hán thư, Lý phu nhân người ở Trung Sơn, nay là Định Châu, tỉnh Hà Bắc. Không rõ tên thật là gì, nhưng dã sử tương truyền cái tên Lý Nghiên (李妍), không rõ gia thế của bà ra sao, chỉ biết bà có người anh cả là Lý Quảng Lợi, anh thứ Lý Diên Niên (李延年) cùng em là Lý Quý (李季). Ngoài ra, bà có ít nhất một chị gái.
Năm Nguyên Đỉnh thứ 6 (111 TCN), Khi đó là ở triều đại của Hán Vũ Đế Lưu Triệt, Hoàng hậu Vệ Tử Phu được Vũ Đế sủng ái, song đến tuổi già thì sắc đẹp suy giảm, Hoàng đế muốn chọn một người đẹp vào cung. Anh cả của Lý thị là Lý Diên Niên nhân phạm tội mà bị thiến, đưa vào cung nuôi chó, sau đó vì Diên Niên thông hiểu âm luật được Hán Vũ Đế tiếp kiến, ngày càng được Vũ Đế xem trọng.
Một ngày khi hầu hát Vũ Đế, Lý Diên Niên hát một ca khúc:
| Chữ Hán ... 北方有佳人 絕世而獨立 一顧傾人城 再顧傾人國 寧不知傾城與傾國 佳人難再得 | Phiên âm Hán Việt ... Bắc phương hữu giai nhân, Tuyệt thế nhi độc lập. Nhất cố khuynh nhân thành, Tái cố khuynh nhân quốc. Ninh bất tri khuynh thành dữ khuynh quốc, Giai nhân nan tái đắc. | Dịch nghĩa ... Phương Bắc có mỹ nhân, Vẻ đẹp tuyệt thế không ai sánh bằng. Một cái nhìn làm ngả nghiêng thành quách, Nhìn lại lần nữa làm đất nước suy vong. Thà là không biết cái đẹp khuynh thành khuynh quốc, Người đẹp như vậy khó lòng gặp đến hai lần. |

Sau đó từ "Khuynh thành khuynh quốc" (傾城傾國) trở thành điển cố để hình dung người đẹp. Hán Vũ Đế xem tiết mục ấy, và bị thu hút, mới hỏi Lý Diên Niên: "Thế gian có người đẹp đến như thế chăng ?". Vào lúc ấy, chị của Hán Vũ Đế là Bình Dương công chúa nói: "Lý Diên Niên có người em gái đẹp tuyệt trần, là một người đẹp khuynh thành khuynh quốc như thế". Lý Diên Niên qua biểu diễn ca múa, đã khéo léo đem em gái mình tiến cử vào cung, phong làm Phu nhân.
Lý thị tinh thông âm luật, giỏi đàn ca thi phú, đặc biệt cũng rất giỏi ca múa nên Hoàng đế rất thích. Bà hạ sinh duy nhất một con trai, là Hoàng tử Lưu Bác (刘髆). Anh trai Diên Niên của bà được ban lộc 2.000 thạch, hiệu Hiệp thanh luật (協聲律), giống như Hàn Yên khi trước mà có quyền ra vào trong cung, nên ngày càng kiêu ngạo.

## Qua đời

### Bệnh nặng không gặp
Về năm mất của bà, sử gia ước đoán rằng bà mất khoảng giữa năm Thái Sơ nguyên niên (năm 104 TCN) đến năm Thái Sơ thứ 4 (năm 101 TCN). Sử ký nói là Lý phu nhân mất sớm (蚤卒; tảo tuất), Hán thư nói là trẻ mà mất sớm (少而蚤卒; thiếu nhi tảo tuất), chứng tỏ khi mất Lý phu nhân còn rất trẻ.
Khi Lý phu nhân bị bệnh, Hán Vũ Đế rất quan tâm, thường xuyên tới tận nơi thăm nom. Lý phu nhân dùng chăn che lấy mặt nói: "Thần thiếp bị bệnh đã lâu, dung mạo đã xấu xí, không còn như trước nên không muốn để hoàng thượng nhìn thấy. Tâm nguyện duy nhất của thần thiếp là giao phó người anh và em trai của mình cho hoàng thượng". Hoàng đế nói: "Phu nhân bệnh đã lâu, có thể đây là lần gặp cuối giữa trẫm và nàng". Ý của Vũ Đế là muốn nhìn mặt Lý phu nhân lần cuối, tuy nhiên bà vẫn quyết từ chối, nói: "Thần thiếp chưa trang điểm, không dám gặp hoàng thượng". Ông một lần nữa muốn gặp mặt nhưng Lý phu nhân nhất định không cho. Hán Vũ Đế đành phải thở dài ra về.
Sau khi Hán Vũ Đế đi rồi, chị gái của Lý phu nhân lại vội đến khuyên:"Quý nhân sao không nhân cơ hội phó thác anh em trong nhà cho hoàng thượng? Cần gì phải để đức ngài tức giận cơ chứ?". Lý phu nhân trả lời:"Đàn bà là kẻ chỉ hay lấy nhan sắc thờ chồng. Nhan sắc kém, tình duyên sẽ phai nhạt. Nhà vua quyến luyến ta chỉ vì nhan sắc xinh đẹp lúc khỏe mạnh. Nay ta đau, nhan sắc suy kém, so với thiên hạ, ta là kẻ xấu hơn. Nhìn mặt ta, nhà vua sẽ chán, thì nào đâu còn tưởng nhớ đến ta mà ban ân huệ cho anh em ta nữa".
Lý phu nhân qua đời, Hán thư ghi rằng bà được Hán Vũ Đế dùng lễ Hoàng hậu hạ táng. Tuy nhiên chi tiết này khá mâu thuẫn vì khi này Vệ Tử Phu - đương kim Hoàng hậu của Vũ Đế còn sống và đang tại vị, dùng lễ Hoàng hậu để an táng là khó xảy ra. Tuy việc cử hành lễ tang cho phi tần theo nghi thức Hoàng hậu xảy ra vài lần thời nhà Tống và nhà Thanh, song sử sách đều ghi nhận có xảy ra tranh cãi giữa các triều thần và Hoàng đế. Thời Hán lễ giáo triều đình khá nghiêm ngặt, sự kiện không hợp lệ này cùng việc triều thần có phản đối hay không đều không được ghi lại. Nếu Vũ Đế thuận lợi hạ táng Lý phu nhân bằng Hoàng hậu lễ như vậy, có thể là sau khi Vệ Hoàng hậu đã băng thệ. Như vậy cũng khó lý giải vì sao sinh thời Vũ Đế không trực tiếp lập Lý phu nhân làm Kế hậu ngay khi Vệ hậu mất. Cho nên, việc tang lễ Lý phu nhân được cử hành theo lễ Hoàng hậu là không có khả năng.

### Truy phong Hoàng hậu
Sau khi Lý phu nhân qua đời, Hán Vũ Đế ra lệnh các hoạ sư vẽ di tượng Lý phu nhân treo ở Cam Tuyền cung.
Một thời gian dài vẫn không quên được bà, Hán Vũ Đế còn làm một bài phú để bày tỏ sự thương xót của mình dành cho Lý phu nhân. Nhớ lời dặn dò của Lý phu nhân, nên sau bà qua đời, anh trai của bà là Lý Diên Niên nhờ tinh thông âm nhạc nên được phong làm "Hiệp luật đô úy" (协律都尉), phụ trách quản lý những người nghệ nhân ca múa trong cả nước. Người anh cả của Lý phu nhân là Lý Quảng Lợi cũng được phong làm Nhị Sư tướng quân. Sau đó, Lý Diên Niên cùng Lý Quý dâm loạn trong cung, nhà họ Lý bị diệt. Lý Quảng Lợi khi ấy đang chinh phạt Đại Uyên, chưa bị tội.
Năm Thái Sơ thứ 4 (101 TCN), nhờ có công, Lý Quảng Lợi được phong làm Hải Tây hầu (海西侯). Năm Chinh Hòa thứ 3 (90 TCN), Hán Vũ Đế chất tử Thừa tướng Lưu Khuất Li cùng Lý Quảng Lợi âm mưu lập Lưu Bác làm Thái tử. Sự tình bị phát giác, Lưu Khuất Li bị xử tử, còn Lý Quảng Lợi sang đầu hàng quân Hung Nô, nên nhà họ Lý bị diệt vong.
Sau khi Hán Chiêu Đế Lưu Phất Lăng đăng vị, do Trần Hoàng hậu, Vệ Hoàng hậu cùng mẹ đẻ Câu Dặc phu nhân sinh thời đều bị hoạch tội, không xứng hợp táng cùng Hán Vũ Đế, quyền thần Hoắc Quang quyết định truy tặng Lý phu nhân làm Hiếu Vũ Hoàng hậu (孝武皇后), mộ táng của bà gọi Anh lăng (英陵), cách 1 dặm phía Tây Bắc so với mộ táng Mậu lăng (茂陵) của Hán Vũ Đế.

## Dã sử cùng truyền thuyết
Cuộc đời của Lý phu nhân để lại rất ít trong sử liệu, nhưng những câu chuyện xoay quanh bà, về nhan sắc cũng như sự sủng ái của Hán Vũ Đế đối với bà đặc biệt khá nhiều.
| “             | 初，帝深嬖李夫人，死后常思梦之，或欲见夫人。帝貌憔悴，嫔御不宁。诏李少君，与之语曰；"朕思李夫人，其可得见乎？"少君曰："可遥见，不可同于帷幄。暗海有潜英之石，其色青，轻如毛羽。寒盛则石温，暑盛则石冷。刻之为人像，神悟不异真人。使此石像往，则夫人至矣。此石人能传译人言语，有声无气，故知神异也。"帝曰："此石像可得否？"少君曰："愿得楼船百艘，巨力千人，能浮水登木者，皆使明于道术，赍不死之药。"乃至暗海，经十年而还。昔之去人，或升云不归，或托形假死，获反者四五人。得此石，即命工人依先图刻作夫人形。刻成，置于轻纱幕里，宛若生时。帝大悦，问少君曰："可得近乎？"少君曰："譬如中宵忽梦，而昼可得近观乎？此石毒，宜远望，不可逼也。勿轻万乘之尊，惑此精魅之物！"帝乃从其谏。见夫人毕，少君乃使舂此石人为丸，服之，不复思梦。乃筑灵梦台，岁时祀之。 . Sau khi Lý phu nhân qua đời, Hán Vũ Đế ngày đêm mơ thấy bà, khiến tâm tình tiều tụy, tần ngự trong cung lo lắng. Sau, Hán Vũ Đế triệu phương sĩ Lý Thiếu Quân, nói:"Trẫm nhớ Lý phu nhân, có cách nào gặp được bà ấy chăng?". Thiếu Quân nói:"Có thể được, nhưng chỉ có thể nhìn qua tấm mành. Thần tìm được một phiến đá thần ở ám hải, đá có màu xanh, nhưng nhẹ như lông vũ. Khi trời lạnh thì ngọc ấm, khi trời nóng thì ngọc lạnh. Cần khắc hình người, không khác gì người thật. Sau đó để bức tượng ở đấy, phu nhân tắc sẽ đến. Loại đá ấy có thể truyền tải lời nói của người, hữu thanh vô khí". Hán Vũ Đế nói: "Liệu cái này có thể không?". Thiếu Quân tâu:"Thần xin 100 thuyền lầu, 1000 lực sĩ, những người có thể nổi trên mặt nước, tất cả đều giỏi Đạo thuật, bê thuốc trường sinh". Sau, Thiếu Quân đến ám hải, khoảng 10 năm thì quay lại. Những người đi theo, hoặc là chết mất xác, hoặc là giả chết, quay lại cùng chỉ có 4 đến 5 người. Có được phiến đá này, Hán Vũ Đế mệnh công nhân tạc thành hình tượng Lý phu nhân. Sau khi khắc xong, đặt lụa mỏng lên, thực giống như người sống. Hán Vũ Đế phi thường cao hứng, muốn đến gần "Lý phu nhân", nhưng Lý Thiếu Quân nói:"Loại đá này có độc! Huống chi hồn phách đều không phải là người sống, bởi vậy chỉ có thể xa xem không thể tới gần!" Không cho Hán Vũ Đế mạo hiểm chạm vào, Lý Thiếu Quân liền đem tượng đá này đánh nát thành phấn, làm thành thuốc viên dâng cho Hán Vũ Đế ăn vào. Từ đây Hán Vũ Đế không còn có mơ thấy Lý phu nhân. Sau chuyện ấy, Vũ Đế xây Mộng Linh đài, dùng để hiến tế Lý phu nhân. | ” |
| — 拾遗记·卷五 | |   |

| “               | 武帝过李夫人。就取玉簪搔头。自此后宫人搔头皆用玉。玉价倍贵焉。 . Chuyện kể rằng, một lần, Hán Vũ Đế tới cung của Lý phu nhân chơi, đột nhiên cảm thấy da đầu rất ngứa ngáy. Chẳng biết làm thế nào, Hán Vũ Đế bèn tiện tay vớ chiếc trâm bằng ngọc của Lý phu nhân để gãi vào chỗ ngứa. Ngay hôm sau, chuyện Hán Vũ Đế dùng trâm ngọc gãi đầu được truyền khắp kinh thành. Kể từ đó, tại kinh thành nhà Hán, bất kể là cung nữ hay phi tần trong cung hay tiểu thư, mệnh phụ phu nhân nhà quyền thế đều dùng chiếc trâm bằng ngọc để cài lên đầu. Giá ngọc ở Trường An cũng vì thế mà tăng lên gấp cả trăm lần. | ” |
| — 西京杂记·卷二 | |   |

| “                       | 有梦草，似蒲，色红。昼缩入地，夜则出，亦名怀莫。怀其叶，则知梦之吉凶，立验也。帝思李夫人之容，不可得，朔乃献一枝，帝怀之，夜果梦夫人。因改曰怀梦草。 . Thời Tây Hán, có một thực vật gọi là Mộng thảo, còn gọi Hoài mộng, bộ dáng giống cây xương bồ, sắc đỏ, ban ngày thì ở lỳ trong lòng đất, khi tối mới từ từ bò ra. Truyền rằng, chỉ cần mang một chiếc lá của cỏ này đi vào giấc mộng, thì có thể nằm mộng bói ra điều cát hoặc điều hung, hơn nữa có thể lập tức được ứng nghiệm. Lý phu nhân sau khi chết, Hán Vũ Đế thập phần tưởng niệm, rất muốn tìm lại dáng vẻ năm xưa của bà nhưng hoàn toàn không có khả năng. Đông Phương Sóc vì thế dâng lên một chi "Mộng thảo" đến Hán Vũ Đế. Ngày đó, Hán Vũ Đế quả nhiên mơ thấy Lý phu nhân. Bởi vậy đem loại thảo này cải tên là "Hoài mộng thảo". | ” |
| — 汉武帝别国洞冥记·卷三 | |   |

## Trong điện ảnh
| Năm  | Phim truyền hình                         | Diễn viên     |
| 2003 | 《Đại Hán thiên tử 2 Hán Vũ hùng phong》 | Hà Giai Di    |
| 2014 | 《Đại Hán hiền hậu Vệ Tử Phu》           | Trương Truyền |

## Xem Thêm
- Hán Vũ Đế
- Vệ Tử Phu
- Lý Diên Niên